# Stenborgs Sällskap

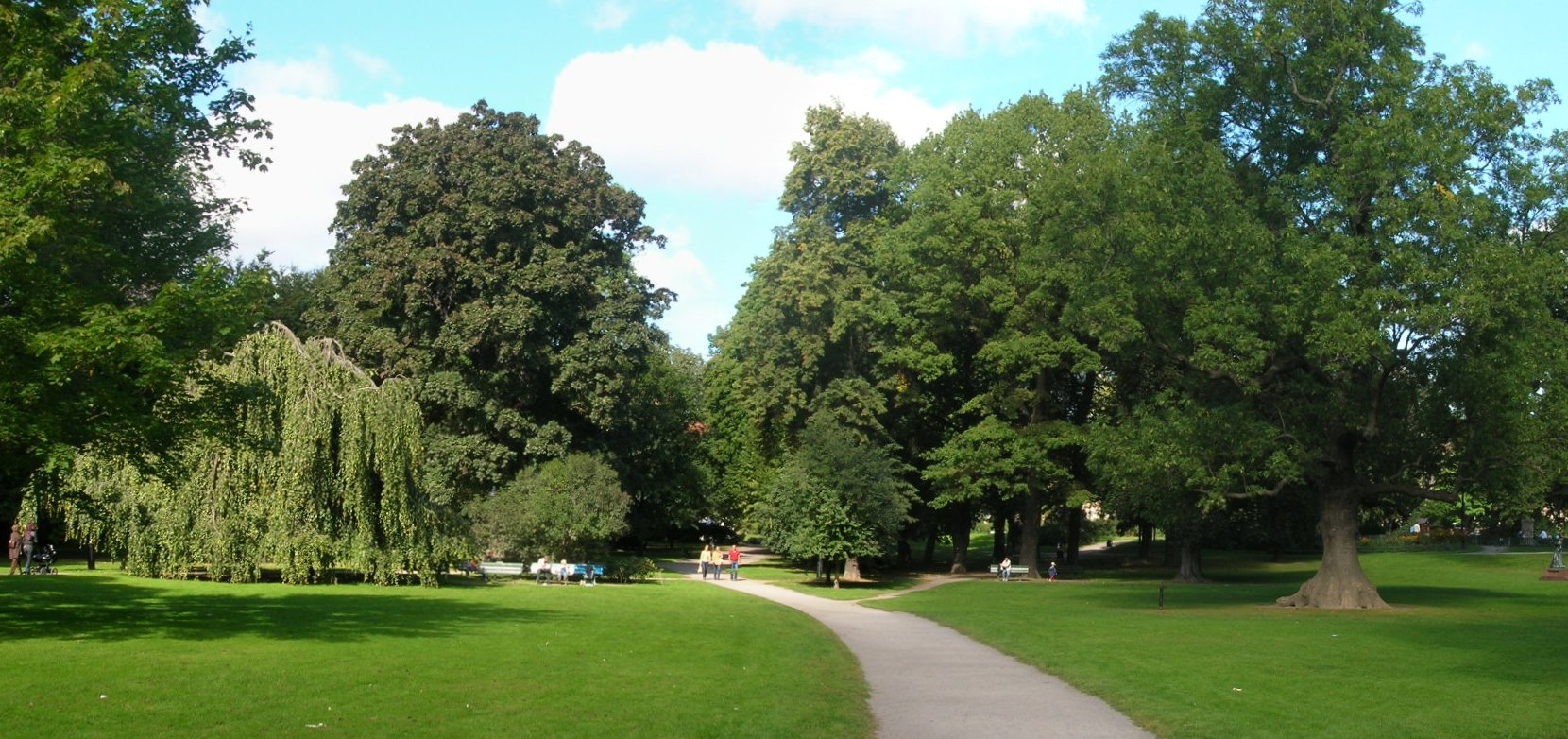
Humlegårdens norra del med ekar och gräsmattor. Under 1700-talet låg Humlegårdsteatern här, där Stenborgs Sällskap uppträdde.

Stenborgs Sällskap formellt Swenska Comödie Trouppen var ett svenskt teatersällskap, verksamt omkring 1756-1809. Det kallades också Stenborgska skådebanorna, Stenborgska truppen, Svenska komeditruppen och Svenska Comedien eller Svenska Teatern.  Det var den enda svenskspråkiga teatern i Stockholm under 1760-talet och senare delen av frihetstiden, och vid sidan av Seuerlingske Comoedie-Trupp den enda i Sverige före 1790-talet. Det var också troligen den första teatertrupp som uppträdde i Finland.

## Historia
Då den första svenskspråkiga teatern i Stora Bollhuset i Stockholm stängdes, delades den svenska truppen i två. En del turnerade under Peter Lindahl, den andra under Petter Stenborg, som blev mer långvarig och berömd. Stenborg ansökte om teaterprivilegium i maj 1756 och fick 26 november 1756 tillstånd att spela svensk teater (först i kompanjonskap med lindansaren Johann von Eckenberg), men måste själv hitta en lokal, vilket blev svårt. Truppen turnerade i Sverige och i Finland (där den troligen var den första teatertruppen) och uppträdde i flera olika lokaler i Stockholm om somrarna mellan 1758 och 1778.
Den svenska teatern hade ett dåligt rykte under 1760-talet: skådespelarna var "från gäldstugan, Soldater, brännvinsadvokater, drängar och tvätterskor", kostymerna var från klädstånd, musiken från krogen, men de bevarade en svenskspråkig teater under 1750-talet och 1760-talet. 
21 november 1769 skrev Johan Gabriel Oxenstierna: "Jag var på Svenska Comedien med flera af mina bekanta. Man agerade der Barnevelt. Det ena var ömkligare än det andra, men ibland de aldra sämsta acteurer var dock en ung gosse, som af naturen redan var nog skickelig och igenom konsten skulle hinna all möjlig höjd i Uttalskonsten. Jag vill ej begabba detta dåliga skådespel. Det vore bättre, att den allmänhet, som nu gör narr deraf, gjorde något till dess uppmuntran." 
Där uppfördes Disa, Spanrems-curen, Bot för elaka Qvinnor och Enn Lustigh comeida om doctor Simon, pjäser som ansågs antingen uråldrigt omoderna eller vulgära och råa. Mellan akterna bjöds på marionetter, dans och sång. Teatern på Kindstugatan hade plats för en publik på 300 personer vid föreställninge av Jeppe på Berget av Holberg 1763.  
Truppen tilläts 1761 och 1762 uppföra 4 pjäser på Stora Bollhuset: 11-14 augusti 1761 Syrinx och 14-23 juli 1762 Herkules på skiljovägen och Arlequins jägarkonst den sista "efter flera högtförnämas åstundan" till förmån för hovkapellisten Petter Lillström, som ledde orkestern för Stenborgs sällskap ibland och var gift med Elisabeth Lillström.         
År 1772 tilläts de uppträda för Gustav III i Stora Bollhuset, vilket fick honom att starta en svensk teater, dock inte med denna trupp. Petter Stenborg uppträdde 1773-1780 med sin trupp i Humlegårdsteatern vilket innebar en blomstringsperiod.
År 1780 fick truppen slutligen en fast lokal, Eriksbergsteatern, och 1784 sin slutliga byggnad, Munkbroteatern, men 1799 tvingades den återigen turnera i landet; den kan sägas ha upplösts slutligen år 1809, men 1760- och 1770-talet brukar räknas som dess mest berömda period.

## Verksamhet

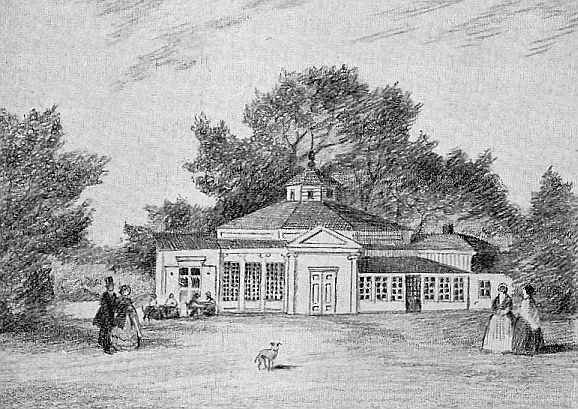
Rotundan där Stenborgs Sällskap uppträdde under 1700-talet

Pjäserna var enkla komedier i en akt, som spelades på svenska. Fram till 1767 är uppgifterna mycket få, 18 april 1764 annonseras en konsert av den populäre hovmusikern Johan Henrik Simson, som ofta spelade offentligt, "på Kimstugatan i samma rum, där svenska komedien plägar hållas". 
Den mest populära pjäsen verkar ha varit Vulcan eller den försvarade Venus som först uppfördes på Bollhuset; då den trycktes 1756 sades "Allmänheten fannd så stort nöje i detta lustspel, då den första gången föreställdes, att det ofta ånyo åstundades. När andra skådespel ej ville förslå till att skaffa de spelande personerna någon vinning, var alltid vulcan förmögen att vinna åskådare". I pjäsen anklagar Vulcanus sin fru Venus för otrohet och kräver skilsmässa av de andra (manliga) gudarna, som alla haft samlag med henne och skrattande säger att hon är oskyldig; Dionysos agerar försvarsadvokat och super alla fulla, varav Vulcanus ber Venus om förlåtelse och får betala vinet. Denna pjäs var 1768 fortfarande den mest populära och den man tog till för att få säker framgång.
Tisdagen 27 november 1770 uppfördes Husspöket eller abrakadabra och Den förvandlade brudgummen av Holberg, som väckte uppmärksamhet där den första pjäsen spelades endast av män, den andra bara av kvinnor.            
Kungliga Humlegården Kristinas tid öppnades ca 1764 för allmänheten och Rotundan, som bestod av en oktogon med överbyggd pelargång med fyra små tillbyggnader som användes som omklädningsrum. Humlegårdsteatern var ett uppskattat inslag i stadens sommarliv, här karikerades de högtidliga föreställningarna på Operan;  Thetis och Pelée blev Petis och Telée (1779), Acis och Galathea blev Kasper och Dorotea (1775), Birger Jarl blev Skeppar Rolf (1778), Birger jarl och Mecthild blev Skeppar Rolf och Gunhild (1778). 
Bland hans skådespelare fanns skräddaren Jean Löfblad, död 1774, som spelade Harlekinroller, dennes fru, Johanna Catharina Enbeck, tidigare verksam på Bollhusteatern och Peter Lindahls trupp - hon var verksam i truppen fram till 1790-talet och var därmed en av Sveriges långvarigast verksamma kvinnliga aktörer- samt primadonnan Christina Catharina Lindberg, även hon tidigare verksam vid Bollhuset. Skådespelarna i Stenborgs sällskap före 1780 är lite kända, särskilt de kvinnliga; förutom Stenbom nämns Maria Elisabet Wilcke, som 1767 kallas piga och 1768-69 aktris i passbevisen - hon fick Afvundsjukan som recett med Hagendorf 1769- och "madam Vougt" (f. 1742), som hade två barn med maskinisten Christian Freidrich Vougt från Breslau (medlem i truppen från 1758) och kallas Vougt men egentligen inte var gift- hennes namn är okänt- som var medlem i truppen 1767-72; hon fick Drottning Disa med Anders Fogelberg som recett 1769 och borde alltså ha spelat huvudrollen.
Även akrobatik uppfördes; 1773 uppträdde Martin Nürenbach som "wisar åtskilliga konster och positurer i så wäl hela som haldwa kroppens wridningar"; Nürenbach hade 1771-1772 drivit den första teatern i Oslo.

## Platser för Stenborgs teatersällskap
- 1760 Teatern i Bergstrahlska huset
- 1762 Teatern i Vindskupan på Kindstugatan (den mest kända lokalen)
- 1768 Teatern vid Kongliga Lifgardets läger
- 1769 Teatern i övervåningen på änkan Lafont kaffehus vid Järntorget
- 1773 Paviljongen Rotundan i Humlegården (Humlegårdsteatern).
- 1780 Eriksbergsteatern
- 1784-1799 Stenborgs Teater

## Truppen 1765
Den 13 maj 1765 anhöll Petter Stenborg om pass med retur för sin trupp till Nyköping, Norrköping "och vidare"; den bestod då av, i nämnd ordning:
- Petter Stenborg (med två söner: Nils Gustaf Stenborg och Carl Stenborg)
- Jean Löfblad
- Johan Ahlbeck
- Carl Adam Höckerstedt
- Christian Vougt
- Johanna Catharina Enbeck
- Christina Catharina Lindberg
- "Madame Schederman"
- "Jungfru Brita Christina Neberg"
- Lars Lindberg (överstruket namn)
- "Madame Ulrika Mar. Christlieb" (överstruket namn)

## Truppen 1773
Vid avresan till Åbo och Helsingfors efter säsongen i Stockholm 1773 upptogs följande namn, som invigde Humlegårdsteaterns blomstringstid.
- Jean Löfblad
- Johanna Catharina Enbeck
- Jonas Daniel Beckman
- Emerentia Jakobina Sjöberg, Beckmans fru.
- Ingeborg Stenbom
- Johan Nyholm
- Christian Friedrich Vougt, f.1733, maskinist
- Martha Leuch
- Rutger Ludvig Söderberg
- Jakob Medalliur
- Petter Lind
- Eva Floberg
- Martin Nürenbach ("Med hustru")

## Truppen 1780
Då truppen för första gången blev bofast och flyttade in i Eriksbergsteatern bestod de av följande:
- Rutger Ludvig Söderberg
- Johanna Catharina Enbeck
- Maria Katarina Öhrn
- Olof Ljunggren
- Ingeborg Stenbom
- Magnus Bonn (nyanställd)
- Anders Lundberg (nyanställd)
- Johan Petter Lindskog (nyanställd)
- Johan Fredrik Scheiderman (nyanställd)
- Johan Fredrik Köhn/Kjörn (nyanställd)